# Кама (Фукуока)

Ка́ма (яп. 嘉麻市, かまし, МФА: [kama ɕi̥]?) — місто в Японії, в префектурі Фукуока.     Отримало статус міста 2006 року. Площа становить 135,18 км². Станом на 1 липня 2012 року населення складало 41 076  осіб, густота населення — 304 осіб/км².     

## Історія
Місто було утворене 27 березня 2006 року шляхом поєднання міст Ямада, Інатсукі, Каха та Усуї.

## Населення
| Рік  | Чисельність |
| ---- | ----------- |
| 1970 | 58 420      |
| 1975 | 54 860      |
| 1980 | 54 703      |
| 1985 | 54 510      |
| 1990 | 52 497      |
| 1995 | 50 804      |
| 2000 | 48 378      |
| 2005 | 45 929      |
| 2010 | 42 607      |